# 金岡村 (岡山県)
金岡村（かなおかそん）は、岡山県上道郡にあった村。現在の岡山市東区の一部にあたる。

## 地理
吉井川下流の右岸に位置していた。

## 歴史
- 1889年（明治22年）6月1日、町村制の施行により、上道郡金岡村が単独で村制施行し、金岡村が発足[1][2]。大字は編成せず[2]。
- 1892年（明治25年）水害により大きな被害を受けた[2]。
- 1893年（明治26年）水害により大きな被害を受けた[2]。
- 1896年（明治29年）瀬戸益友銀行金岡出張所開設[2]。
- 1934年（昭和9年）室戸台風により大きな被害を受けた[2]。
- 1937年（昭和12年）1月1日、西大寺町に編入され廃止[1][2]。

### 地名の由来
以下の諸説あり。
1. 古代吉備の豪族、笠の金岡にちなむ。
2. 平安初期の絵師巨勢金岡の出生地または居住地。
3. 砂鉄採集に関係する。

## 産業
- 農業、漁業[2]

## 交通

### 県道
- 西大寺九蟠線[2]

### 乗合自動車
- 1925年（大正14年）岡本乗合自動車、永安橋 - 九蟠港間のバス運行開始[2]。
- 1935年（昭和10年）九蟠自動車が経営を引継ぎ、九蟠港 - 西大寺町駅間で1日5往復運行開始[2]。

## 教育
- 1924年（大正13年）金陵小学校校舎新築[2]。同年、高等科を併置し金陵尋常高等小学校に改称[2]。